# Bertus Freese
Bertus Freese (Almelo, 20 febbraio 1902 – Almelo, 21 novembre 1959) è stato un calciatore olandese, di ruolo attaccante.

## Carriera
A livello di club, Bertus Freese ha giocato nella squadra della sua città natale: l'Heracles Almelo.
Ha giocato anche una partita in Nazionale olandese, il 30 maggio 1928, contro l'Uruguay, durante le Olimpiadi che si sono tenute ad Amsterdam nel 1928.

## Statistiche

### Cronologia presenze e reti in Nazionale
| Cronologia completa delle presenze e delle reti in nazionale ― Paesi Bassi | Cronologia completa delle presenze e delle reti in nazionale ― Paesi Bassi | Cronologia completa delle presenze e delle reti in nazionale ― Paesi Bassi | Cronologia completa delle presenze e delle reti in nazionale ― Paesi Bassi | Cronologia completa delle presenze e delle reti in nazionale ― Paesi Bassi | Cronologia completa delle presenze e delle reti in nazionale ― Paesi Bassi | Cronologia completa delle presenze e delle reti in nazionale ― Paesi Bassi | Cronologia completa delle presenze e delle reti in nazionale ― Paesi Bassi |
| Data                                                                       | Città                                                                      | In casa                                                                    | Risultato                                                                  | Ospiti                                                                     | Competizione                                                               | Reti                                                                       | Note                                                                       |
| -------------------------------------------------------------------------- | -------------------------------------------------------------------------- | -------------------------------------------------------------------------- | -------------------------------------------------------------------------- | -------------------------------------------------------------------------- | -------------------------------------------------------------------------- | -------------------------------------------------------------------------- | -------------------------------------------------------------------------- |
| 30-5-1928                                                                  | Amsterdam                                                                  | Paesi Bassi                                                                | 0 – 2                                                                      | Uruguay                                                                    | Olimpiadi 1928                                                             | -                                                                          |                                                                            |
| Totale                                                                     |                                                                            | Presenze                                                                   | 1                                                                          |                                                                            | Reti                                                                       | 0                                                                          |                                                                            |